# San Carlos (Panama)
San Carlos – miasto w prowincji Panama Zachodnia w Panamie. Stolica dystryktu o tej samej nazwie.  Ludność: 3 578 (2010). Miasto położone jest nad Oceanem Spokojnym przy Drodze Panamerykańskiej, znajdują się w nim ośrodki wypoczynkowe.